# Sevdalinke (album)
Sevdalinke je dvadeset treći studijski album pevačice Merime Njegomir i drugi koji je objavljen 2012. godine. Posle dva albuma sa izvornim srpskim, dva sa crnogorskim, dva sa vojvođanskim i jednog sa ruskim pesmama, u godini u kojoj je obeležavala četrdeset godina umetničkog rada, Merima je, pored albuma sa novim pesmama (Po rastanku), objavila i album sa petnaest pesama - petnaest sevdalinki.

## Pesme na albumu
Na albumu se nalaze sledeće pesme:
| Br. | Naziv pesme                    |
| --- | ------------------------------ |
| 1.  | Kad ja pođoh na bembašu        |
| 2.  | Snijeg pade na behar, na voće  |
| 3.  | Tebi, majko, misli lete        |
| 4.  | Tamburalo momče u tamburu      |
| 5.  | Moj dilbere                    |
| 6.  | Čudna jada od Mostara grada    |
| 7.  | Bere cura plav jorgovan        |
| 8.  | Sedam dana, sedam noći         |
| 9.  | Kiša pada, trava raste         |
| 10. | Sanak me mori                  |
| 11. | Mila majko, šalji me na vodu   |
| 12. | Kraj tanana šadrvana           |
| 13. | Stara staza                    |
| 14. | Često sanjam da ti usne ljubim |
| 15. | Zvijezda tjera mjeseca         |